# Graniteville (California)
Graniteville es un lugar designado por el censo ubicado en el condado de Nevada en el estado estadounidense de California. En el año 2010 tenía una población de 11 habitantes.

## Geografía
Graniteville se encuentra ubicado en las coordenadas 39°26′28″N 120°44′18″O / 39.44111, -120.73833.